# Креационизъм
Креационизмът е възгледът, че човечеството, животът, Земята и Вселената са създадени от свръхестествено божество (или няколко божества), което е съществувало преди тях. Стриктен креационизъм или библейски креационизъм е форма на креационизъм, основаваща се на буквалната интерпретация на описанието на сътворението на света в библейската книга „Битие“. Второто понятие понякога се използва в по-широк смисъл като допуска възможността за теистична еволюция.
В наши дни креационизмът най-често се свързва с разпространения в Съединените щати християнски фундаментализъм, привържениците на който приемат „Битие“ за достоверен източник за възникването на живота и възрастта на Вселената и Земята. Това контрастира с възгледите на някои църкви, включително Римокатолическата църква, които приемат по-алегорична интерпретация на тези текстове.
В случаите, когато научните изследвания водят до резултати, противоречащи на креационистката интерпретация на Светото писание, стриктните креационисти отричат изводите на съответното изследване, научните теории, на които то се основава, или неговата методика. Най-известните примери за това са ефектът на еволюцията върху развитието на организмите, геоложката история на Земята, образуването на Слънчевата система и произходът на Вселената.